# Evangelisch-Lutherse kerk (Leiden)

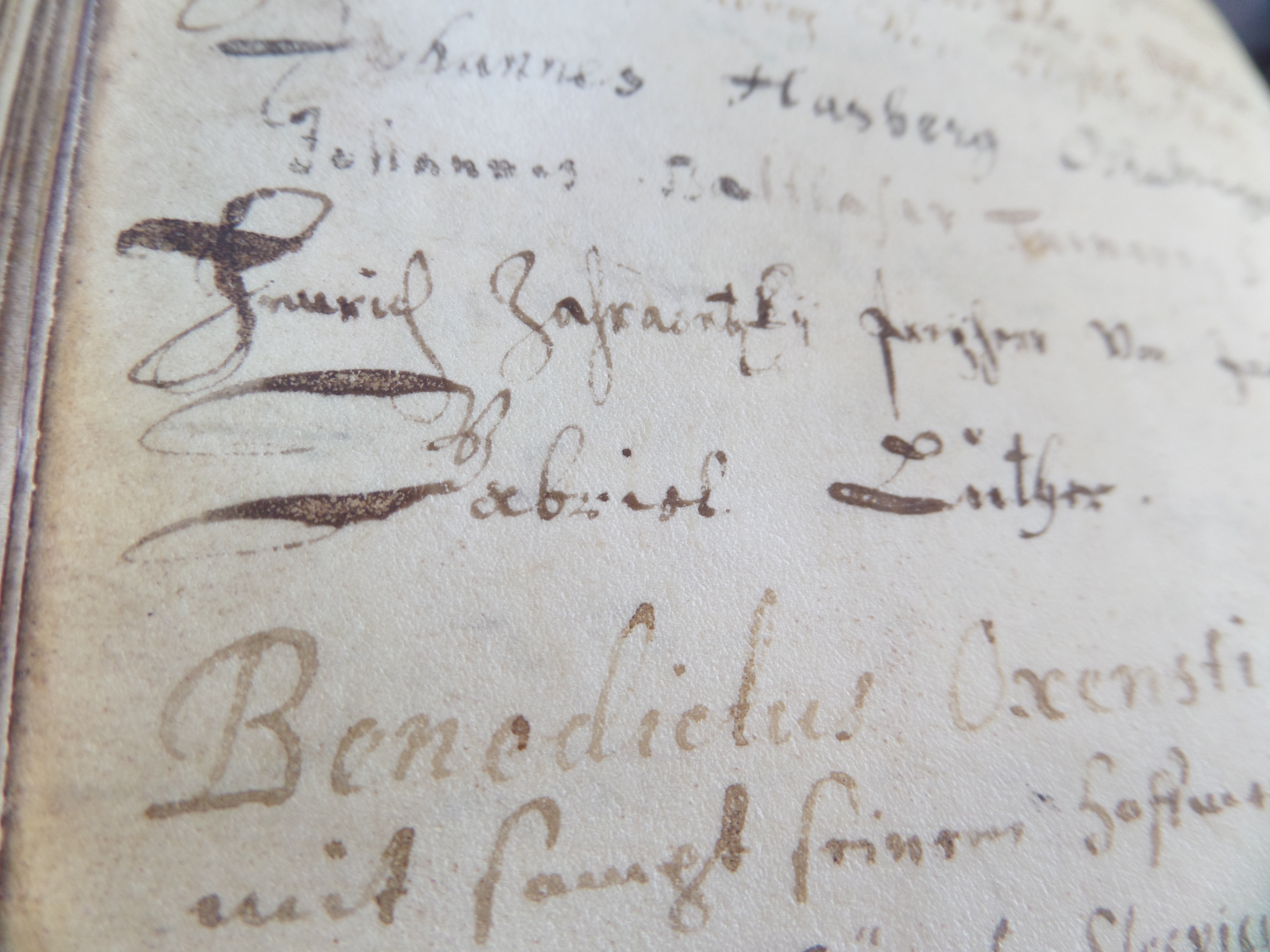
Naam Luthers nakomeling in Leids Luthers Studentenboek

Evangelisch-Lutherse kerk is een kerk in de Nederlandse stad Leiden. De kerk bevindt zich aan de Hooglandse Kerkgracht 26. Het gebouw stamt uit 1618 en is daarmee het oudste kerkgebouw dat voor de protestantse dienst werd gebouwd in de stad. 

## Geschiedenis
Al vanaf 1588 was er een Lutherse gemeente in Leiden. Ze zetelde achtereenvolgens aan de Groenhazengracht en in het Jeruzalemshof. Doordat de kerkgemeenschap steeds harder groeide, ging de predikant Gesuinus Mulhemius in 1617 langs Duitse steden om te collecteren. Met dit geld kon de gemeente het Wespennest (de bijnaam voor een druk hofje gelegen aan de Hooglandse Kerkgracht) opkopen. De kerk is gebouwd in 1618 als schuilkerk achter de huizen van de Hooglandse Kerkgracht. De kerk was een eenvoudig gebouw gelegen achter een rijtje huizen met aan de straatzijde een hardstenen poort die toegang gaf tot het kerkgebouw. De gebouwen mochten niet opvallen, omdat kerkgenootschappen die niet tot de dominante calvinistische kerk behoorden geen kerken aan de straat mochten bouwen.
In 1640 is de kerk vergroot met een gaanderij aan de westzijde. In 1660 kwam er een gaanderij aan de orgelzijde met zitplaatsen aan de oostzijde. De groei was noodzakelijk om de toenemende migranten uit de Duitse en Scandinavische gebieden op te vangen. Door de universiteit en de bloeiende lakenindustrie kwamen die namelijk massaal naar Leiden. In 1719 richtten diakenen in een huis achter de kerk, aan de Middelweg, het :Evangelisch-Luthers Weeshuis op. Met een deur was dit verbonden met het kerkgebouw.
In de negentiende eeuw is zowel het Weeshuis als het kerkgebouw aan een aantal grote verbouwingen onderworpen. Onder andere met een donatie van koningin Sophie van Wurtemberg kon het kerkgebouw drastisch veranderd worden. De huizen voor het gebouw werden gesloopt en er werd een consistorie gebouwd. In 1888 werd een nieuwe voorgevel voor de oude voorgevel gebouwd met drie ramen gebouwd onder leiding van de architect Hendrik Jesse. Op deze gevel stond een torentje, dat wegens bouwvalligheid kort voor de Tweede Wereldoorlog is afgebroken. De windwijzer, die het geheel bekroonde, bevindt zich nog in de kerk.
Sinds 1989 staat het gebouw als rijksmonument ingeschreven in het monumentenregister.

## Huidig gebruik
In 2018, vierhonderd jaar na de opening van het gebouw, nam de gemeente afscheid van haar kerkgebouw en sindsdien is het gesloten. Een deel van de historisch waardevolle inventaris verhuisde naar Amsterdam, bestemd voor het Luther Museum in gebouw Wittenberg. 
Een Amsterdamse beleggingsgroep werd de nieuwe eigenaar en maakte in 2019 plannen voor herontwikkeling van het rijksmonument met als doel leisure / office. Aan deze plannen zijn vooralsnog geen verdere opvolging gegeven.
Vanaf 2022 maakt ICF Leiden gebruik van het gebouw voor haar wekelijkse kerkdiensten. ICF Leiden is een autonome kerk die ontstaan is uit een droom dat de kerk weer dynamisch, echt en actueel moest zijn voor de mensen. Er zijn twee kerkdiensten. Een dienst om 11:00 uur  en om 19:00 de Sunday Night celebration waarin de focus ligt op de jongere doelgroep voor leeftijd tussen 16 en 35 jaar. 

## Dagelijks gebruik
De Evangelische Lutherse gemeente Leiden gebruikte tussen 1618 en 2018 het gebouw voor kerkdiensten. Tot de jaren 1970 waren er twee diensten per zondag. De komst van de Lutherse gemeente kreeg veel weerstand vanuit de buurt. Zo zou de overbuurman in 1619 geklaagd hebben bij de Staten-Generaal van de Nederlanden en ging een andere buurman tijdens kerkdiensten hard op zijn trommel slaan, waardoor de preken onverstaanbaar werden. De kerk kreeg hiertegen geen hulp van de lokale autoriteiten en besloot toen zelf naburige huizen aan te kopen. Op het hoogtepunt waren er naast het kerkgebouw 19 huizen in het bezit van de kerkgemeente. 
In de zeventiende eeuw hadden Leidse studenten een belangrijke rol in het bestuur van de gemeente. Vier van de acht kerkrentmeesters (toen nog 'Inspectoren' genoemd) waren studenten. Zij hadden een vaste plaats in het kerkgebouw. Tussen 1613 en 1763 werd een bijzonder boek bijgehouden, waarbij nieuwe Lutherse studenten in de stad hun naam moesten inschrijven en moesten optekenen hoeveel geld ze aan de kerk wilden overmaken. Ook namen van Lutherse vorsten die op bezoek waren in de stad zijn hierin teruggevonden, evenals een afstammeling van Maarten Luther. Het boek is nu onderdeel van de Bijzondere Collecties van de Universiteitsbibliotheek Leiden.
Vrouwen en mannen waren gescheiden tijdens de diensten in de Vroegmoderne Tijd. Tot 1672, toen het eerste orgel in de kerk kwam, was de koster ook voorzanger. Met de ingebruikname van het Weeshuis in 1712 werd de koster ook schoolmeester.
Door de jaren heen zijn verschillende slaven gedoopt in het kerkgebouw. Zo werd in 1705 een slaaf uit Elmina gedoopt, in 1760 een slaaf uit Suriname en een slaaf uit Afrika of Indië. Het was gebruikelijk voor Nederlandse kerken dat daar af en toe slaven werden gedoopt. Het is niet duidelijk of deze mensen hiervoor al vrij waren, of dat zij door de doop bevrijd werden. 

## Interieur

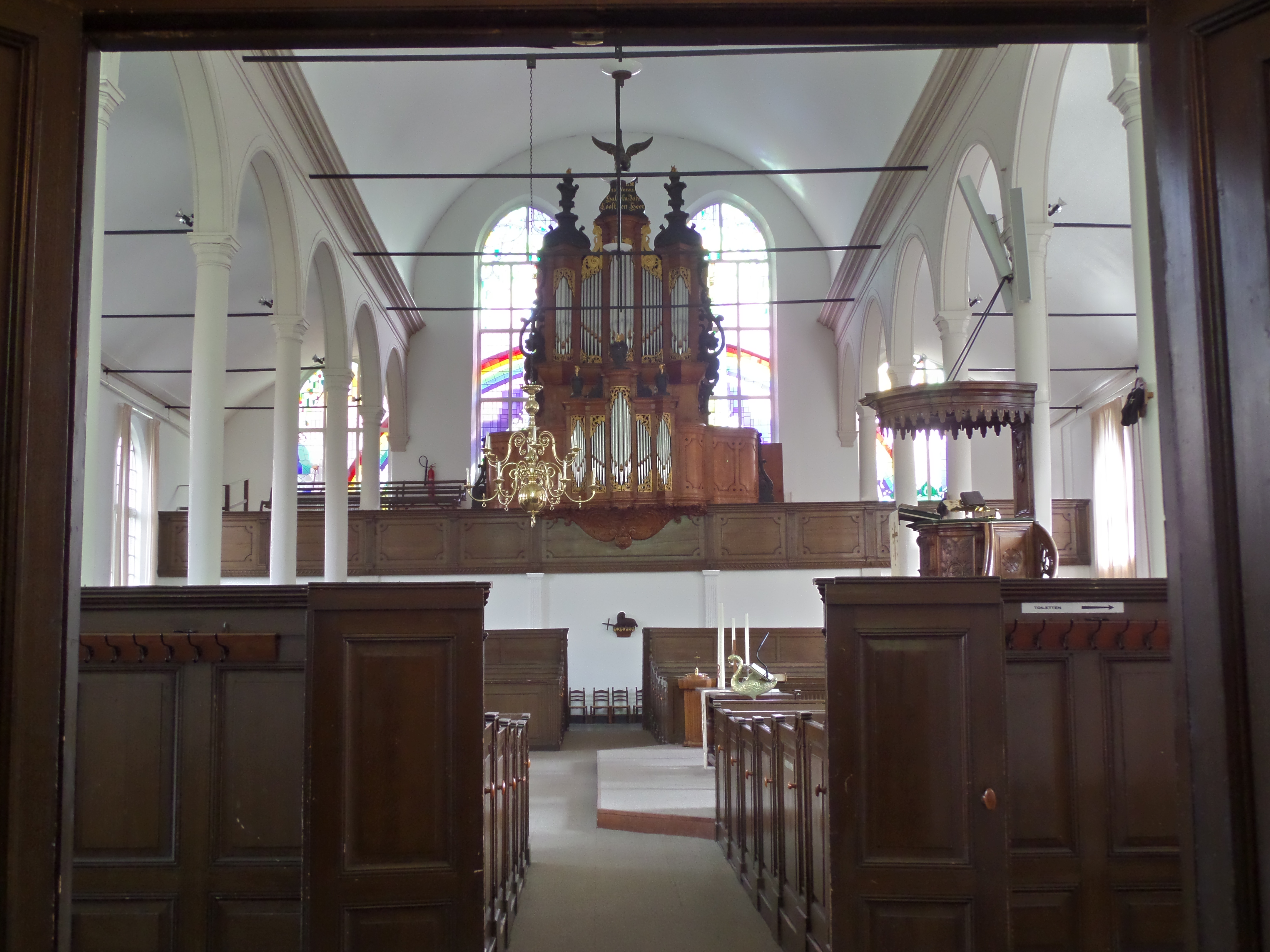
Interieur in 2018

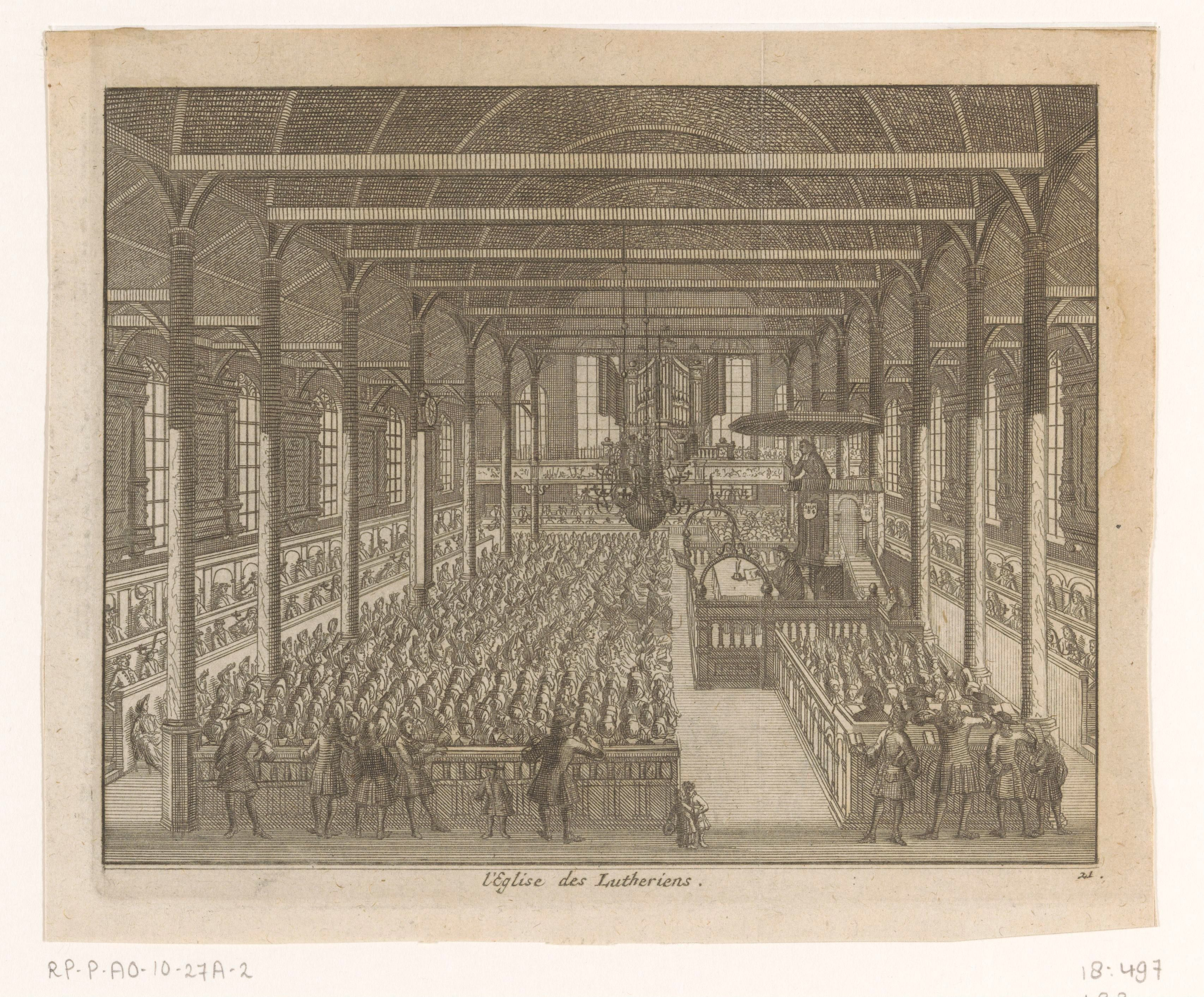
Interieur in 1712

Het interieur van de kerk is sober, maar licht. Op een aantal plekken zijn Lutherse symbolen te vinden, zoals de zwaan (glas-in-loodraam, lessenaar) en een regenboog (glas-in-loodraam). Het doophek stamt uit 1640 en is gemaakt door Lutheraan Gerrit Goosman, die rond deze tijd veel opdrachten kreeg van het Leidse stadsbestuur.   
Boven de entree in de balustrade van de westelijke galerij bevinden zich negen paneelschilderingen uit 1640 van Joris van Schooten, voorstellende: Adam en Eva, Verkondiging, Aanbidding door de Drie Koningen, Kruisiging, Kruisafneming, Opstanding, Hemelvaart, Laatste Oordeel, Engelenconcert. In 1661 werden door Barent Fabritius Bijbelverhalen geschilderd op doeken voor de Oostzijde. Deze schilderijen stelden voor: De Verloren Zoon, De rijke man en de arme Lazarus, De Farizeeër en de tollenaar. Deze schilderijen zijn in de negentiende eeuw verkocht en bevinden zich nu in het Rijksmuseum Amsterdam. In diezelfde periode is het schilderij 'Adam en Eva' door het kerkbestuur zwart geschilderd omdat het te veel naaktheid bevatte. Dit is later bij een restauratie ongedaan gemaakt. Het is ongebruikelijk voor Nederlandse protestantse kerken om schilderijen te hebben, mogelijk heeft de invloed van de buitenlandse migranten hiervoor gezorgd.
In 1733 kreeg de kerk een lederen band gevatte bijbel met gedreven zilverbeslag geschonken. In 1930 werd door de toenmalige predikant de glas-in-loodramen aan de Oostzijde geschonken. In de jaren 1980 werd door een Joodse synagoge een kroonluchter geschonken. Deze kroonluchter is voor de verkoop van het kerkgebouw verkocht aan de Leidse Pieterskerk. 

## Orgel
Het orgel dateert in oorsprong uit 1672 en is vervaardigd door een Haagse orgelbouwer Drijve. Dit was van zo'n slechte kwaliteit dat al snel grote reparaties nodig waren. In 1790 werd het zeer grondig gerestaureerd en uitgebreid door Andries Wolfferts uit Rotterdam.  Christian Friedrich Ruppe, de latere muziekdocent van de Leidse Universiteit, wijdde het orgel in met een zelf gecomponeerd concert. Ook gebruikte hij het orgel om andere stukken op te componeren. Substantiële wijzigingen hierna vonden plaats in 1865 door de firma Lohman en in 1932 door Willem van Leeuwen. Het orgel werd in 1965 gerestaureerd door Jac. van der Linden. Het heeft twee manualen, 23 registers en een aangehangen pedaal.

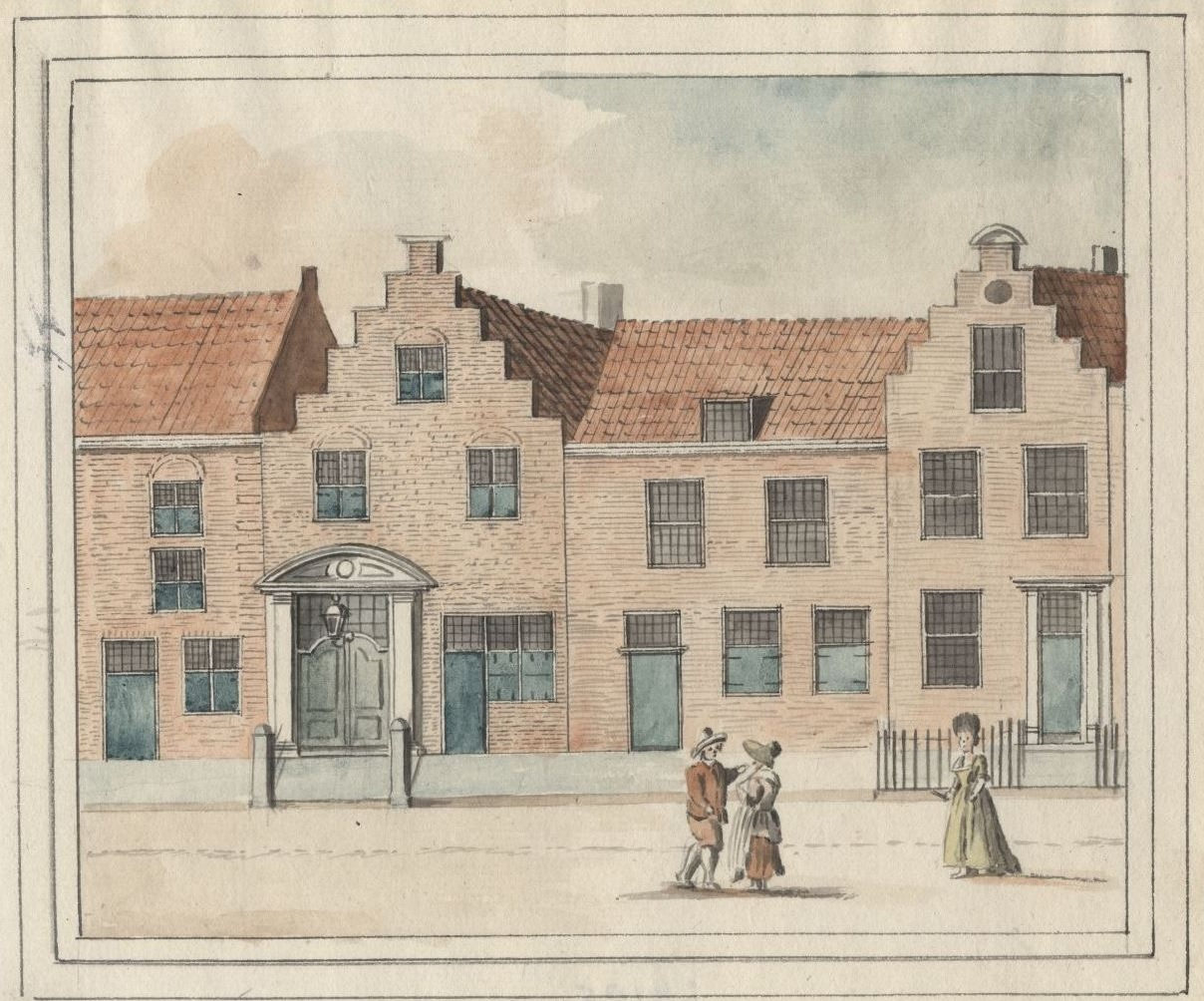
Schuilkerk, tekening Jacob Timmermans, 1788
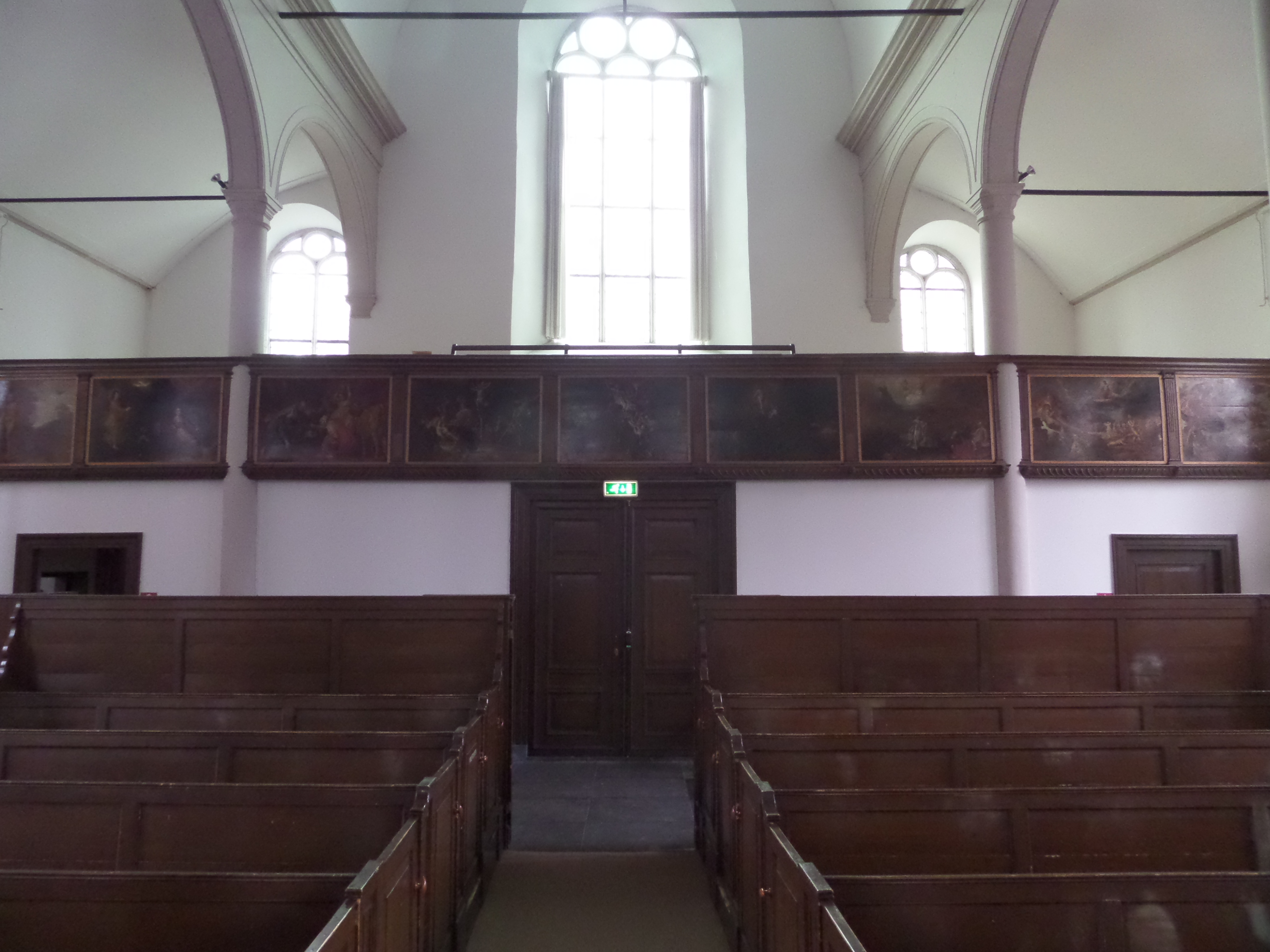
Aanzicht op schilderijen Westzijde
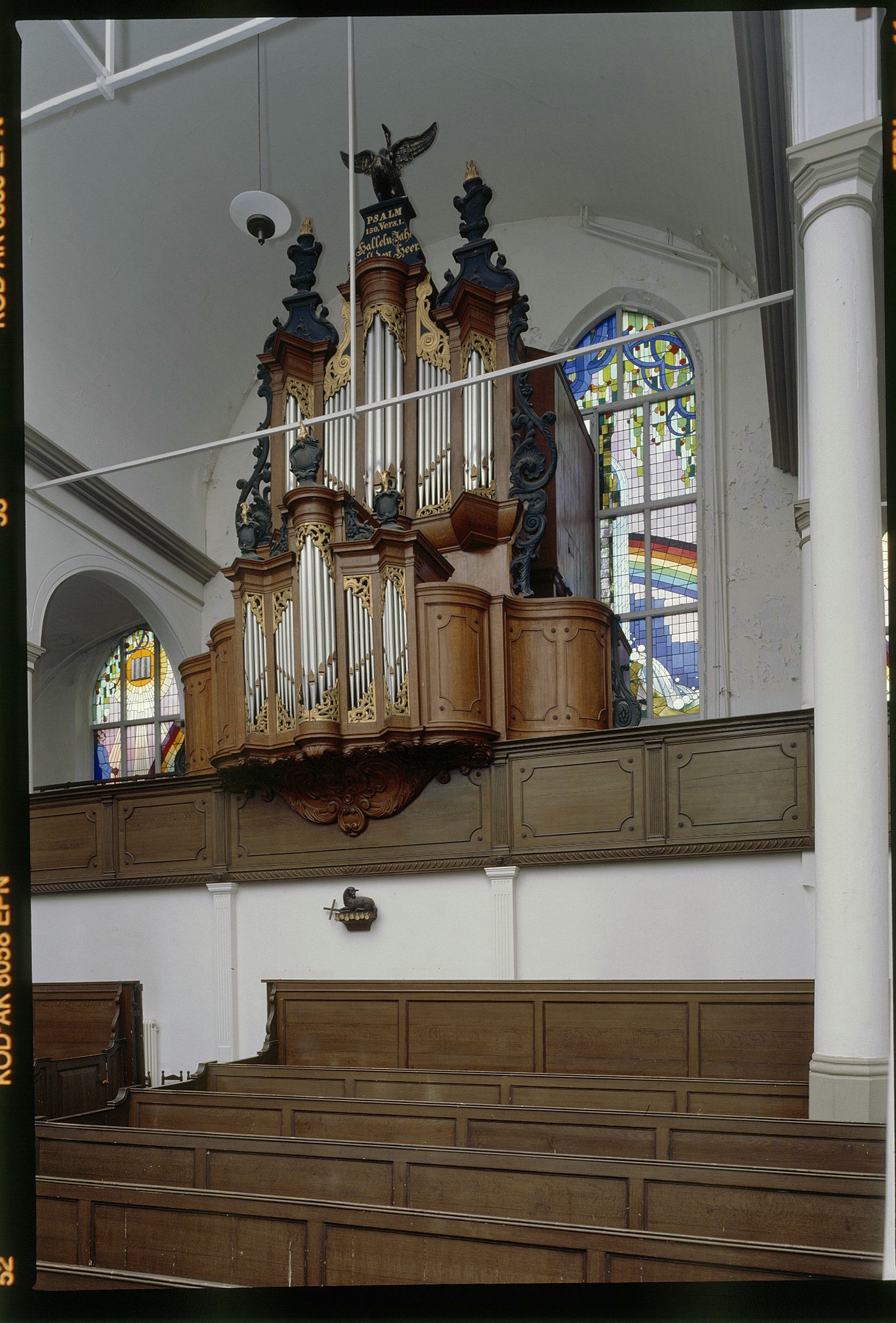
Orgel
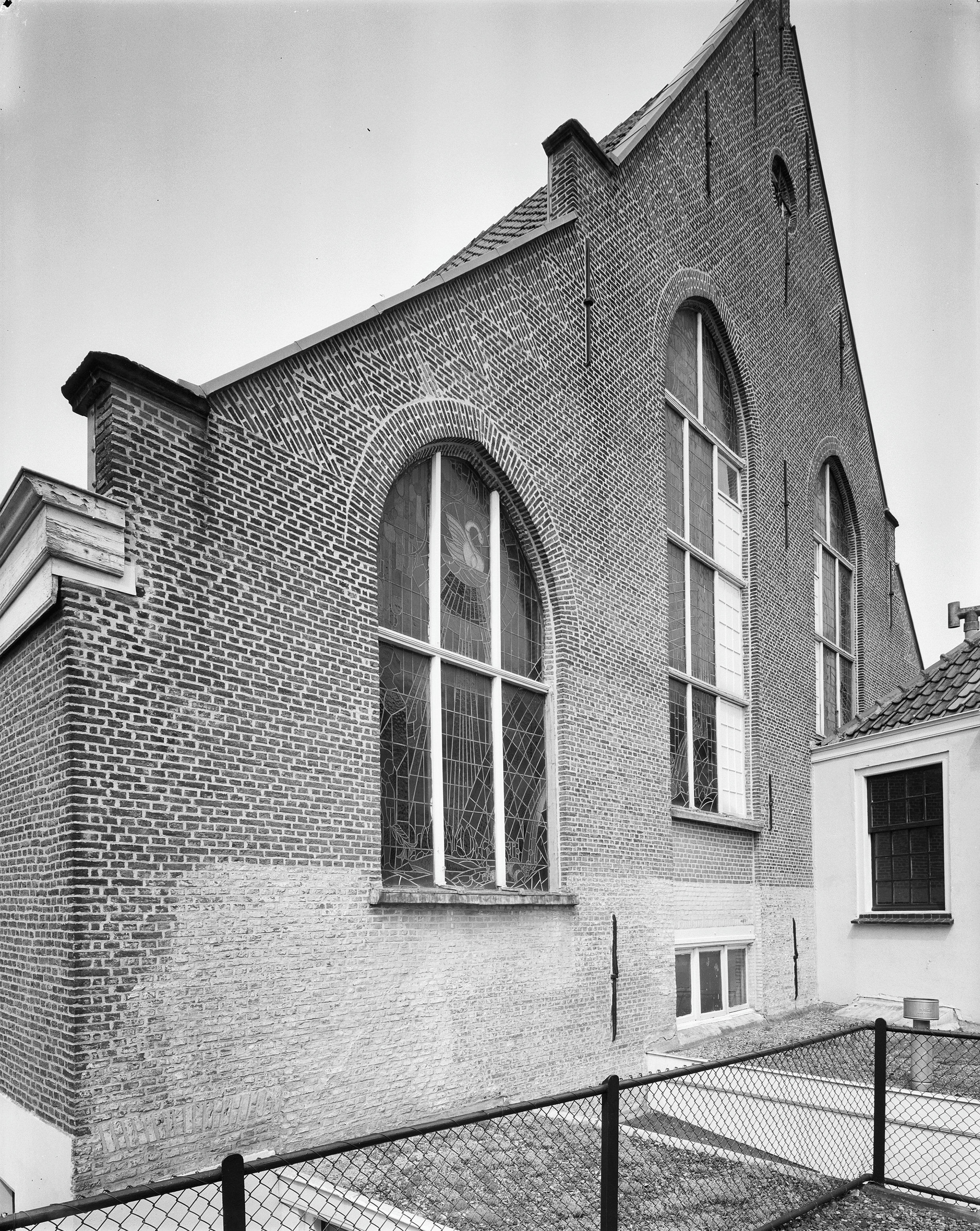
Oostgevel
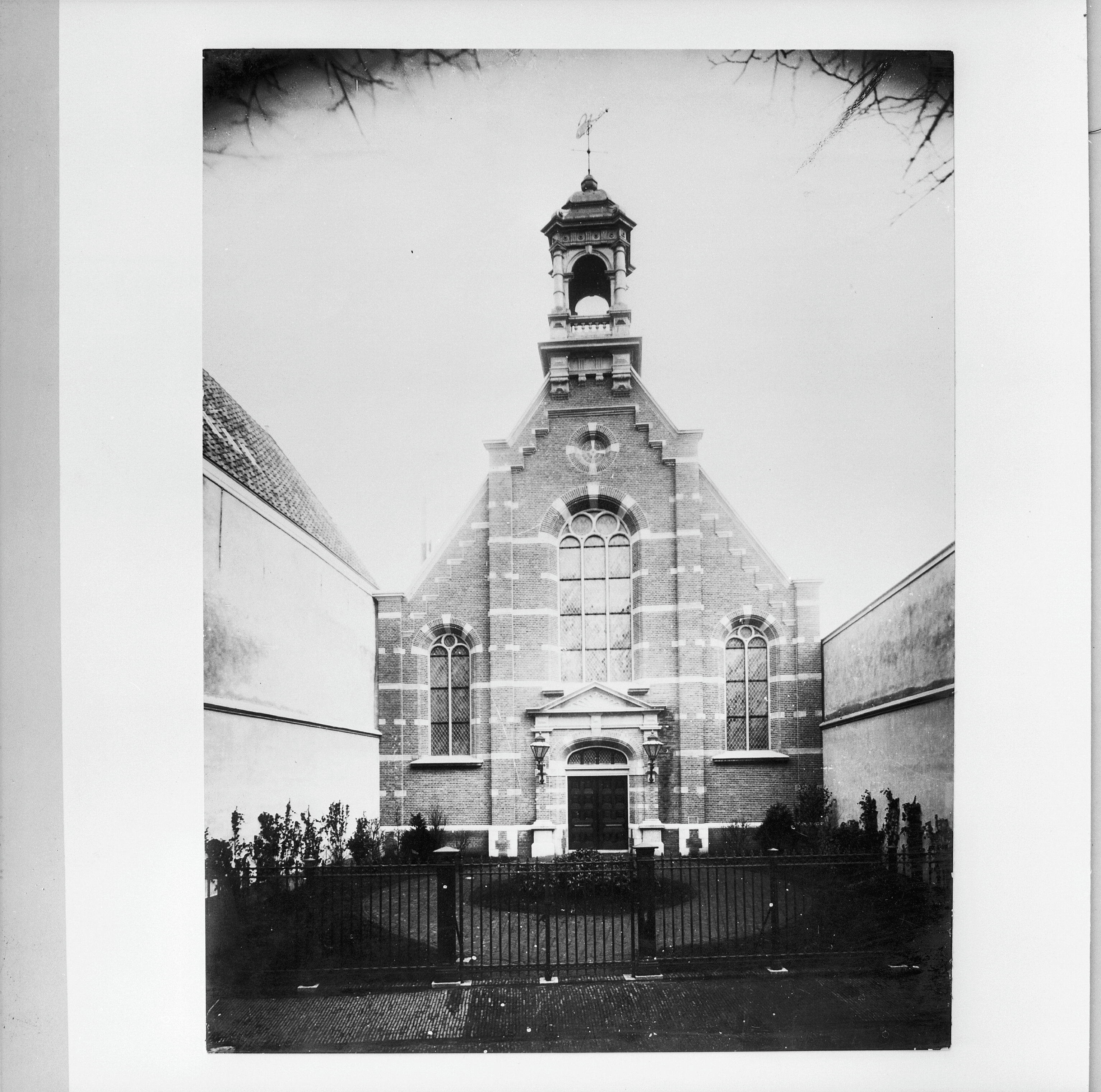
Westgevel
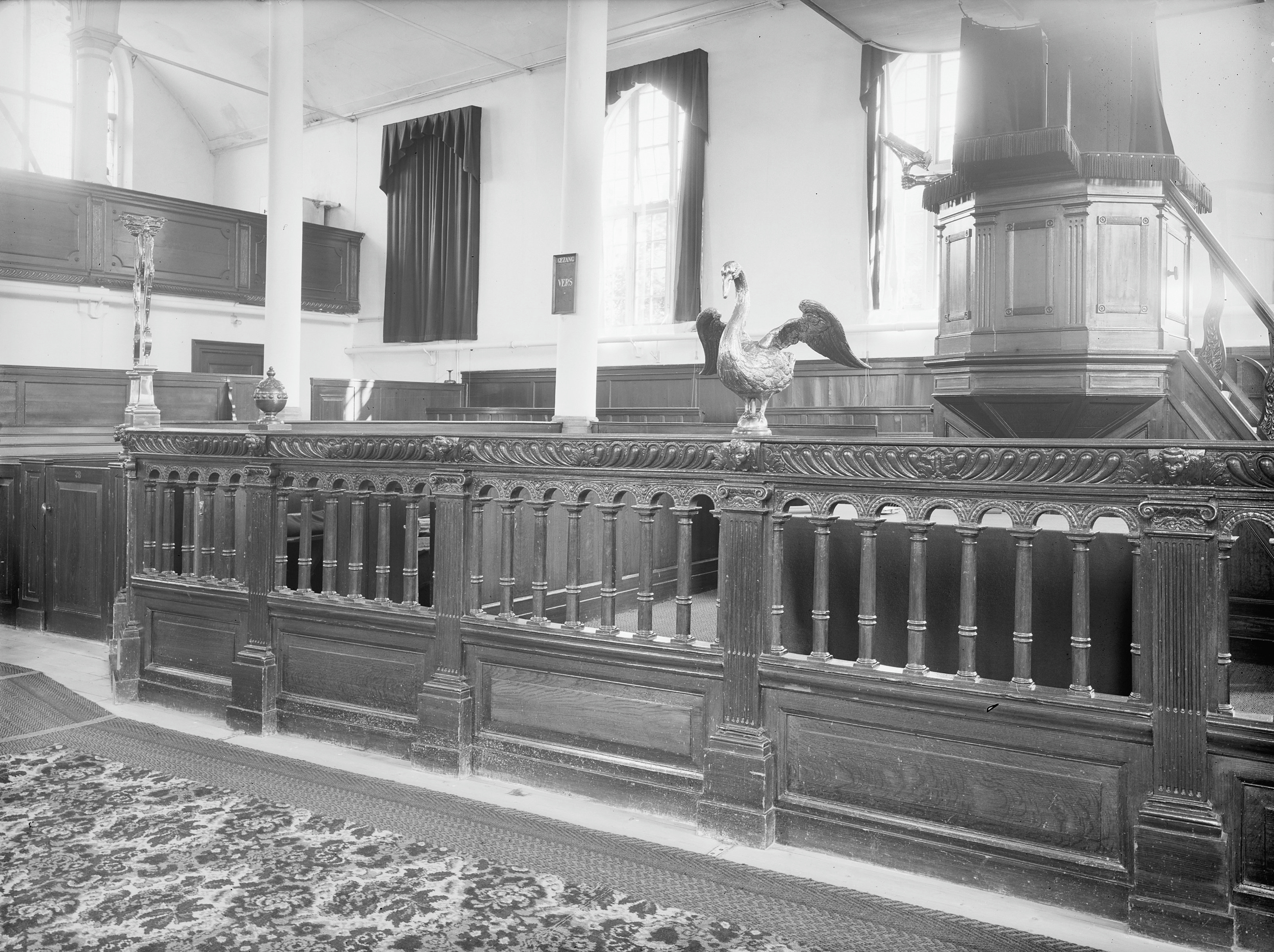
Doophek